# Palpita isoscelalis
Palpita isoscelalis is een vlinder uit de familie van de grasmotten (Crambidae). De wetenschappelijke naam van deze soort is voor het eerst voorgesteld als Margarodes isoscelalis door Achille Guenée in een publicatie uit 1854.

## Verspreiding
De soort komt voor in Cuba, op Puerto Rico, Sint-Maarten, Guadeloupe en in Brazilië.

## Ondersoorten
- Palpita isoscelalis isoscelalis Guenée, 1854
- Palpita isoscelalis gourbeyrensis Munroe, 1959 (Guadeloupe)